# Andrej Rimko
Andrej Rimko (6. října 1931, Zalužice-Veľké Zalužice – 2. ledna 2006, Nitra) byl slovenský herec.
Od roku 1954 byl členem Divadla Andreja Bagara v Nitře.

## Filmografie
- 1973 Dolina (Mlynarčík)
- 1973 Hřích Kateřiny Padychové
- 1974 Velká noc a velký den
- 1976 Do posledního dechu (voják)
- 1978 Zlaté časy
- 1979 Jdi a neluč se (sanitář)
- 1980 Hodiny
- 1989 Právo na minulost
- 1989 Volná noha (starý cikán)